# Komsomol
L'Unione della Gioventù Comunista Leninista di tutta l'Unione (in russo Всесоюзный ленинский коммунистический союз молодёжи?, Vsesojúznyj léninskij kommunistíčeskij sojúz molodëži ) , nota con l'abbreviazione Komsomol (Комсомол) o con l'acronimo VLKSM (ВЛКСМ), era l'organizzazione che riuniva i giovani sovietici e costituiva, secondo il proprio statuto, "supporto attivo e riserva" del Partito Comunista dell'Unione Sovietica.
L'organizzazione ha nel tempo assunto denominazioni diverse:
- fino al 1924: Unione della Gioventù Comunista Russa (in russo Российский коммунистический союз молодёжи?, Rossijskij kommunističeskij sojuz molodëži).
- dal 1924 al 1926: Unione della Gioventù Comunista Leninista Russa (in russo Российский ленинский коммунистический союз молодёжи?, Rossijskij leninskij kommunističeskij sojuz molodëži).
- dal 1926: Unione della Gioventù Comunista Leninista di tutta l'Unione: (in russo Всесоюзный ленинский коммунистический союз молодёжи?, Vsesojuznyj leninskij kommunističeskij sojuz molodëži).

Nel corso della sua storia vi militarono oltre 200 milioni di persone.

## Storia

### Nascita

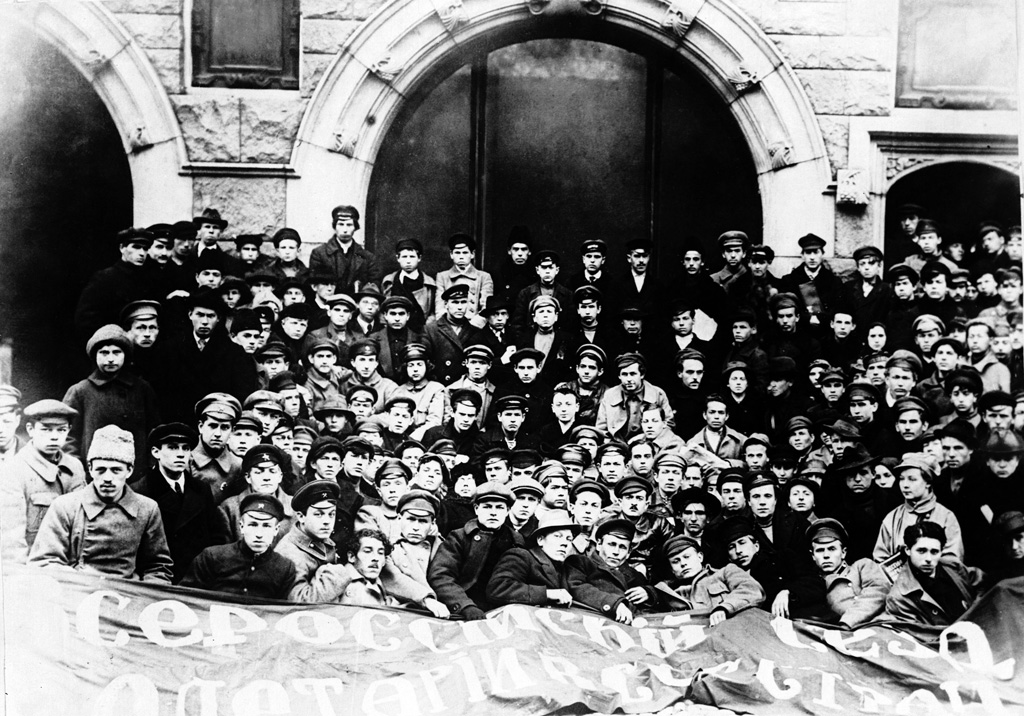
Delegati al Congresso fondativo del Komsomol russo, 1918.

Già prima della Rivoluzione d'ottobre erano sorte le prime organizzazioni giovanili, in particolare dietro l'incoraggiamento venuto nell'estate del 1917 dal VI Congresso del Partito Operaio Socialdemocratico Russo (bolscevico), con il quale i gruppi giovanili furono strettamente connessi, pur mantenendosi da esso indipendenti. La rivoluzione russa di febbraio del 1917 contribuì ad un aumento dell'attività sociopolitica tra i giovani. Iniziarono ad apparire organizzazioni giovanili come "Lavoro e Luce" (in russo Труд и свет?, Trud i svet) i cui membri erano orientati verso i partiti socialisti.
L'emergere in varie città di organizzazioni giovanili bolsceviche rese necessaria la creazione di una struttura panrussa, ovvero l'Unione dei giovani comunisti russi (in russo Российский коммунистический союз молодёжи, РКСМ?, Rossijskij kommunističeskij sojuz molodëži, RKSM). Nel giugno del 1917, Nadežda Konstantinovna Krupskaja parlò della necessità di lavorare con i giovani e dello sviluppo dello statuto del Komsomol. Successivamente, fu creata a Pietrogrado l'Unione socialista dei giovani lavoratori (in russo Социалистический союз рабочей молодежи, ССРМ?, Socialističeskij sojuz rabočej molodeži, SSRM) di stampo bolscevico, su iniziativa del giovane rivoluzionario Vasilij Petrovič Alekseev. L'8 ottobre dello stesso anno, si tenne la prima conferenza cittadina dei sindacati giovanili di Mosca, durante la quale 200 delegati proposero la creazione dell'Unione dei giovani giovanili dei lavoratori “III Internazionale”.
Alla vigilia della Rivoluzione d'ottobre, Lenin assegnò alla gioventù lavoratrice un ruolo molto importante nella futura rivolta:
(V. I. Lenin, Советы постороннего)
La rivoluzione cambiò radicalmente la situazione della gioventù attiva e del lavoro minorile, favorendo la nascita di nuovi nuclei e associazioni giovanili comuniste. Nell'autunno del 1918, in piena guerra civile, decine di migliaia di giovani andarono al fronte per combattere contro gli interventisti e l'Armata Bianca, mentre nelle retrovie sostituirono padri e fratelli maggiori nelle officine, nei campi, nei soviet e nei sindacati. Fu in quel momento che furono creati i prerequisiti per la creazione di un'unione panrussa di sindacati di giovani lavoratori e contadini.
Tra il 29 ottobre e il 4 novembre 1918 si tenne il I Congresso panrusso delle unioni dei lavoratori e dei giovani contadini, durante il quale fu proclamata la creazione del RKSM.
Tra il 5 e l'8 ottobre 1919, fu organizzato a Pietrogrado il II Congresso panrusso, aperto da Lev Trockij, Aleksandra Kollontaj e altri.

In occasione del III Congresso panrusso del Komsomol nell'ottobre 1920, Lenin pronunciò il discorso sui "Compiti delle unioni giovanili" che divenne successivamente il documento ideologico fondamentale dell'organizzazione per molti anni.

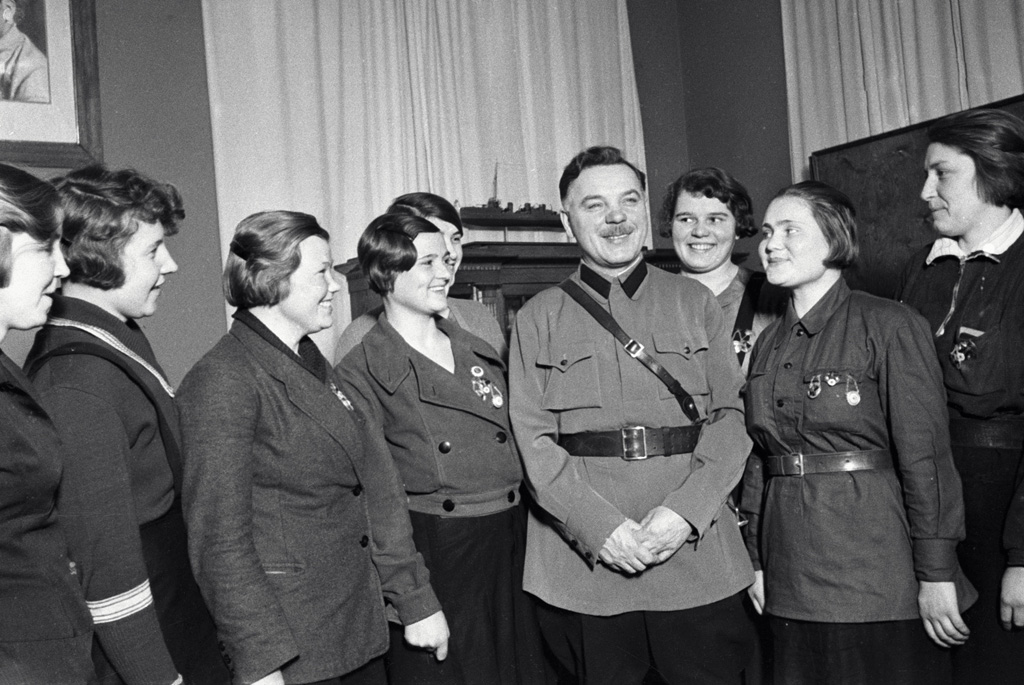
Commissario del popolo per la difesa Kliment Efremovič Vorošilov con delle komsomolki, 1 novembre 1935.

Nella prima metà del 1921, furono organizzate in tutto il paese le celebrazioni dei giovani eroi del lavoro. I primi distintivi del Komsomol, che indicavano l'appartenenza all'Unione Comunista Russa, erano una ricompensa destinata ai ragazzi migliori e non venivano emessi per tutti. Uno dei primi distintivi del Komsomol era formato da una bandiera rossa con una stella a cinque punte e le quattro lettere “R.K.S.M." Nello stesso anno, il Komsomol si dichiarò come "l'unica forma di movimento di massa della gioventù attiva" e stabilì il compito di far aderire tutti i giovani nell'organizzazione.
Il V Congresso del Komsomol, tenutosi nell'ottobre 1922, approvò un unico distintivo formato da una bandiera rossa, una stella e al centro le tre lettere KIM (dal russo Kommunističeskij internacional molodëži, ovvero "Internazionale comunista della gioventù").
Nel luglio del 1924, l'organizzazione fu intitolata a Vladimir Lenin in seguito alla sua morte. Nel marzo del 1926, l'RKSM fu ribattezzato nell'Unione della Gioventù Comunista Leninista di tutta l'Unione (VLKSM).
Secondo il segretario personale di Stalin negli anni venti, Boris Bažanov, fuggito in Persia nel gennaio del 1928, il vero fondatore del Komsomol era stato Lazar' Šackin:
( Boris Baržanov, Воспоминания бывшего секретаря Сталина (TXT), Всемирное слово, 1992.)
Molto presto, il Komsomol rimase l'unica organizzazione politica giovanile nella RSFS Russa, e poi nell'Unione Sovietica. Attraverso la struttura di questa organizzazione, è stata realizzata l'educazione ideologica della gioventù e sono stati attuati progetti politici e sociali. Il Komsomol fu considerato come "assistente e riserva" del Partito Comunista
Sotto la guida del Komsomol nel 1922, furono poste le basi per la creazione dell'Organizzazione dei pionieri di tutta l'Unione destinata ai bambini. Uno dei principali promotori della creazione di pionieri fu Nikolaj Čaplin, segretario generale del Comitato centrale del Komsomol dal 1924 al 1928.
Nel 1928, il Komsomol ottenne l'Ordine della Bandiera rossa e nel 1931 l'Ordine della Bandiera rossa del lavoro.

### Anni trenta e purghe staliniane
Nel 1930, il Komsomol ottenne il patrocinio dell'educazione universale e iniziò a creare scuole serali di due anni per gli analfabeti. Fu inoltre annunciata la campagna della gioventù scientifica. Su iniziativa del Komsomol, fu creata nata una nuova forma di formazione tecnica di massa per i lavoratori: il minimo tecnico o techminimum (in russo техминимум?).
Durante le Grandi purghe del 1937-1938, molti fondatori ed ex leader del Komsomol furono arrestati e giustiziati, tra cui Oskar Ryvkin, Lazar' Šackin e Efim Cetlin. Il segretario generale del Comitato centrale di Komsomol (1928-1929) Aleksandr Mil'čakov, che trascorse 16 anni nei campi gulag, ricordò:
(Aleksandr Mil'čakov)
Nel 1939, Aleksandr Kosarëv, segretario generale del Comitato centrale del Komsomol dal 1929 al 1938, fu giustiziato.

### Seconda guerra mondiale
La perdita derivante dalle repressioni all'interno del Komsomol fu compensata da un ulteriore gruppo di giovani, e i nuovi ammessi spesso non furono sottoposti a un esame ideologico approfondito come prima del Grande terrore. Inoltre, nel 1939-1940 il numero degli iscritti aumentò significativamente a causa del reclutamento di giovani nei nuovi territori dell'URSS: Bielorussia occidentale, Bessarabia, Ucraina occidentale, Bucovina settentrionale e i Paesi baltici. Se nel 1938 vi erano 4 375 604 persone nel Komsomol, il numero aumentò nel 1941 a 10 387 852 iscritti. Nella primavera del 1940, il Comitato Centrale del Komsomol ridusse del 59% il numero di organizzatori professionisti, abolendo principalmente i posti pagati nelle organizzazioni locali e regionali del Komsomol.

### Dopoguerra
Dopo la seconda guerra mondiale, il ruolo del Komsomol fu quello di ricostruire un paese distrutto dal conflitto, sviluppare le terre vergini, contribuire alla realizzazione della ferrovia Bajkal-Amur e di assistere il lavoro nei cantieri edili.
Nel corso del dopoguerra, il Komsomol ricevette tre medaglie dell'Ordine di Lenin: il primo fu consegnato nel 1945 per i meriti nella vittoria sul nazismo durante la Grande Guerra Patriottica, il secondo fu assegnato nel 1948 in occasione del 30º anniversario dell'organizzazione e il terzo nel 1956, per la partecipazione attiva allo sviluppo delle terre vergini.
Nel 1968, in occasione del 50º anniversario dalla fondazione, il Komsomol ricevette l'Ordine della Rivoluzione d'ottobre.

### Crisi e riforme politiche
Verso la fine degli anni settanta l'Unione Sovietica affrontò dei cambiamenti socio-culturali che influenzarono le organizzazioni statali e il ruolo che esse ricoprivano all'interno della società. L'appartenenza al Komsomol perse il suo significato iniziale e divenne una semplice formalità, e solo alcuni membri consideravano l'associazione come un passaggio obbligatorio nella propria carriera.

Nonostante i primi segni di cambiamento e declino, negli anni ottanta gli organismi del Komsomol contribuirono all'attuazione del programma abitativo dell'URSS, in particolare sotto forma di sostegno alla realizzazione di complessi residenziali per i giovani.

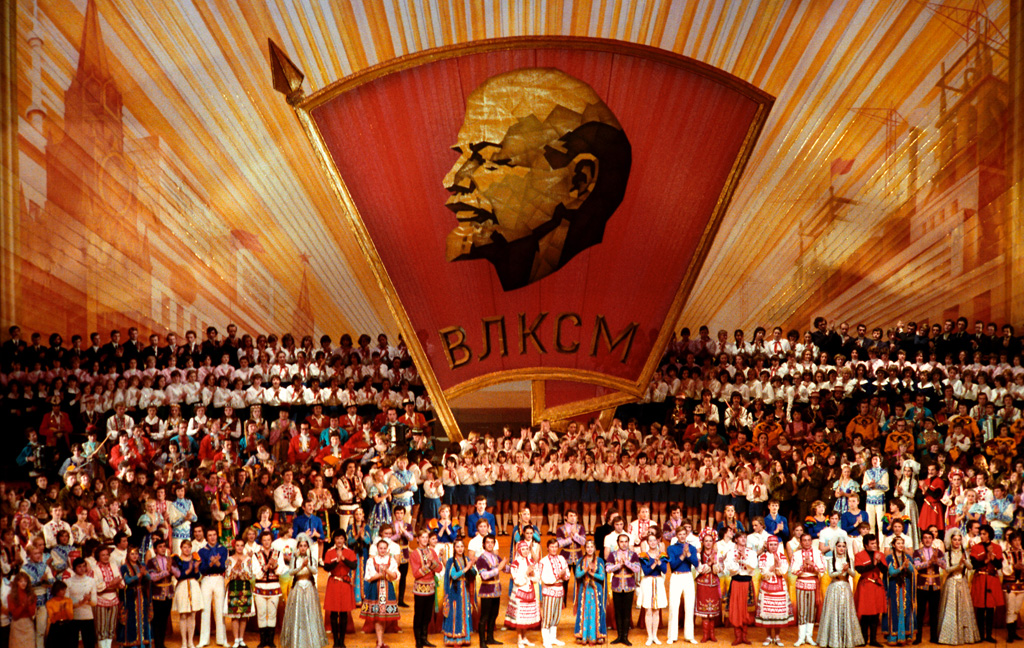
Concerto dei maestri dell'arte nel Palazzo dei congressi del Cremlino dopo l'incontro cerimoniale del Comitato centrale del Komsomol, 27 ottobre 1978.

Con l'elezione di Michail Gorbačëv nel marzo 1985 come Segretario generale del PCUS iniziò il processo di riforme democratiche portate avanti con la perestrojka e la glasnost'. All'interno del Komsomol i membri ordinari iniziarono a parlare sempre più apertamente della necessità di riformare l'organizzazione. Nel corso della seconda metà degli anni ottanta il Komsomol abbandonò l'ideologia del marxismo-leninismo, preferendo il socialismo democratico.
Nel 1986 il Comitato Centrale del PCUS approvò le proposte del Comitato Centrale del Komsomol sulla creazione di un sistema di Centri della creatività scientifica e tecnica della gioventù (in russo Центры научно-технического творчества молодёжи, НТТМ?, Centry naučno-techničeskogo tvorčestva molodëži, NTTM). Conformemente alla decisione del comitato centrale di Komsomol del 1988, dei "comitati giovanili" iniziarono ad essere creati nei comitati di Komsomol per organizzare il tempo libero dei giovani. I centri furono autorizzati a svolgere attività economiche congiunte con imprese statali, cooperative e altre aziende pubbliche su base condivisa. Le joint venture create furono esentate dall'imposta sul reddito e dal pagamento degli utili. Con un decreto governativo le imprese e le organizzazioni del Komsomol ottennero il diritto, in modo indipendente o su base contrattuale, di determinare i prezzi e le tariffe per i servizi a pagamento da loro offerti; inoltre, le merci e gli altri beni importati in Unione Sovietiche da imprese e organizzazioni del Komsomol erano esenti dai dazi doganali. Il Comitato centrale del Komsomol creò più di 17.000 cooperative di giovani e studenti. Grazie a queste riforme si formarono all'interno dell'associazione le basi per una nuova classe imprenditoriale.
Non tutti i membri dei Komsomol erano d'accordo con la politica di de-ideologizzazione e di imprenditorialità dell'organizzazione. All'interno del Komsomol fu creata l'Unione dei giovani comunisti (in russo Союз молодых коммунистов, СМК?, Sojuz molodych kommunistov, SMK), organizzazione giovanile del Fronte Unito dei Lavoratori, la prima a opporsi alla perestrojka. Successivamente, l'SMK divenne il movimento giovanile più ampio dell'Iniziativa comunista (in russo Коммунистическая инициатива?, Kommunističeskaja iniciativa).Il primo colpo inferto al Komsomol fu l'uscita della Lega della Gioventù Comunista della Lituania, conseguente alla dichiarazione d'indipendenza della RSS Lituana nel 1989. Nello stesso anno anche il Komsomol della RSS Estone si separò. Nel 1990 anche nella RSFS Russa la questione sull'organizzazione di un Komsomol russo era all'ordine del giorno. Di conseguenza, al primo congresso delle organizzazioni del Komsomol della Russia, tenutosi nel febbraio 1990, si formò l'Unione della Gioventù Comunista Leninista della RSFSR (in russo Ленинский коммунистический союз молодёжи РСФСР, ЛКСМ РСФСР?, Leninskij kommunističeskij sojuz molodëži РСФСР, LKSM RSFSR), con a capo Vladimir Elagin già segretario del VLKSM.
Il 30 maggio 1990 si tenne il I Congresso del Komsomol della RSFSR, durante il quale fu adottato lo statuto. Mentre era ancora membro del Komsomol pan-sovietico, il Komsomol russo annunciò di non considerare il Partito Comunista della RSFS Russa (e di conseguenza il PCUS) come il principale e unico partner politico.
Durante la preparazione del XXI Congresso del Komsomol, il Comitato centrale considerava ancora la presenza di possibili idee alternative per lo sviluppo del Komsomol, ma dopo gli eventi dell'agosto 1991, incominciò bruscamente il processo di dissoluzione del Komsomol come organizzazione di tutta dell'Unione.

### Dissoluzione
Il 27-28 settembre 1991, dopo la resa del Comitato statale per lo stato di emergenza a Mosca, si tenne il XXII Congresso straordinario del Komsomol presso l'Hotel Orlënok, presieduto dal Primo segretario del Comitato centrale del Komsomol, Vladimir Zjukin, e dal secondo segretario, Vjačeslav Kop'ev. Fu deciso lo scioglimento dell'Unione della gioventù comunista di tutta l'Unione e dell'Organizzazione dei pionieri. Durante il congresso alcuni giovani di "Iniziativa comunista" mostrarono poster e picchetti con scritto: "Bambini Zjukini! Tenete le mani lontane dal Komsomol"," No al congresso anti-statuto".
Il 18 ottobre 1991, in una riunione del Consiglio supremo della RSFSR, una delegazione di osservatori russi fu eletta nel nuovo Consiglio supremo dell'URSS. Dei 33 membri della delegazione eletti dalle associazioni pubbliche dell'Unione, 10 rappresentavano il Komsomol.
Il 19-20 ottobre 1991, il LKSM RSFSR cambiò nome in "Unione della gioventù russa" (in russo Российский Союз Молодёжи, РСМ?, Rossijskij Sojuz Molodëži, RSM) e, assieme ad altre organizzazioni giovanili repubblicane, divenne indipendente dall'organizzazione centrale dell'URSS.

### Tentativo di rinascita
29 delegati al congresso, sostenitori di Iniziativa Comunista, condannarono lo scioglimento e lasciarono il congresso. Condannarono bruscamente la decisione di sciogliersi e lasciarono il congresso. I membri del Komsomol che non appartenevano all'RSM o ad altre organizzazioni repubblicane (come Igor' Maljarov, Evgenij Sochonko, Sergej Vozniak, Andrej Ezerskij e Arčil Balachvancei) ed erano contrari alle decisioni del congresso, crearono un comitato organizzativo per il rilancio del Komsomol.
Tra aprile e maggio 1992 si tenne in due fasi il XXIII Congresso di restauro del VLKSM, al quale parteciparono 101 delegati provenienti da 6 ex repubbliche sovietiche. Andrej Ezerskij fu eletto primo segretario del rinnovato Comitato centrale del Komsomol. Il primo segretario della "Unione dei giovani comunisti russi" (in russo Российский коммунистический союз молодёжи, РКСМ?, Rossijskij kommunističeskij sojuz molodëži, RKSM) fu Igor' Maljarov ed in seguito l'RKSM lasciò il rinato Komsomol.
Nello stesso periodo, iniziarono ad apparire nuove organizzazioni comuniste giovanili, in particolare la "Giovane guardia bolscevica di tutta l'Unione" (in russo Всесоюзная молодая гвардия большевиков?, Vsesojuznaja molodaja gvardija bol’ševikov), che era orientata verso il Partito comunista dei bolscevichi di tutta l'Unione fondato nel 1992 da Nina Andreeva.

## Ruolo del Komsomol

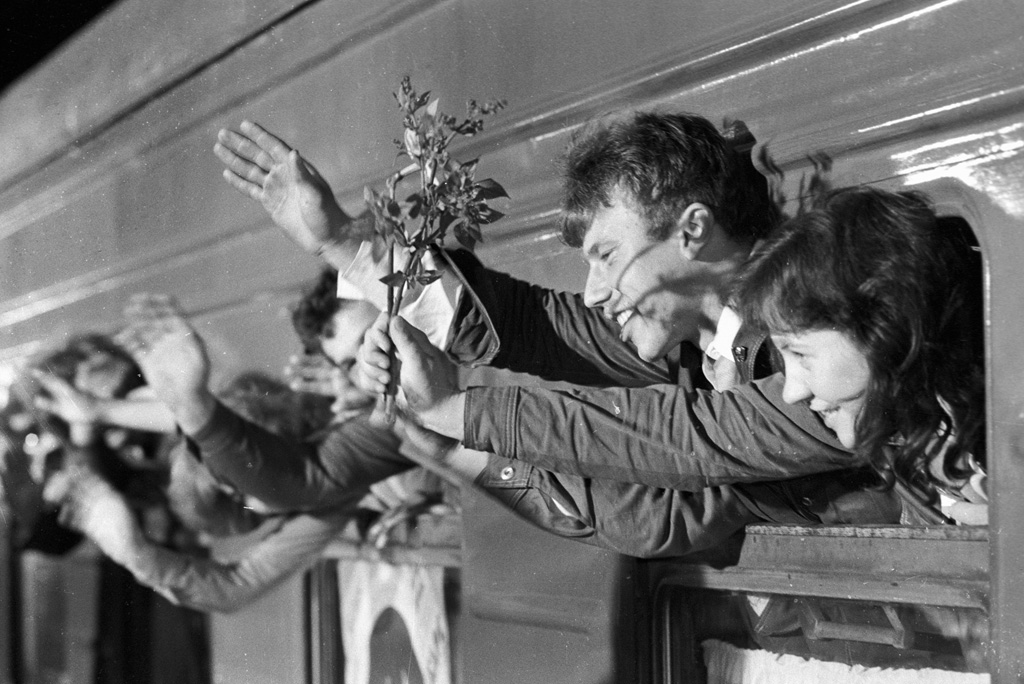
Membri della brigata Komsomol "XIX Congresso del VLKSM" in partenza verso i luoghi interessati da progetti prioritari del governo sovietico.

Il Komsomol fu creato dal Partito bolscevico per svolgere azioni su larga scala. L'organizzazione svolse un ruolo importante nell'adempiere ai compiti stabiliti dal partito per ripristinare l'economia nazionale, favorire l'industrializzazione e la collettivizzazione nonché la rivoluzione culturale sovietica. Grazie al sostegno del Comitato centrale del Komsomol il movimento comunista poté diffondersi più rapidamente in tutta l'Unione Sovietica.
Tra i compiti dell'organizzazione vi era la collaborazione con il partito nell'educare i giovani secondo lo spirito del comunismo, nel coinvolgerli nella costruzione della società nuova, nel formare una generazione completamente sviluppata, capace di vivere nella fase del comunismo.
La Carta del Komsomol del 1962 stabilì che:
(Statuto del VLKSM, 1962)
Il Komsomol prese parte ai processi di ridistribuzione territoriale delle risorse per il lavoro, anche sotto forma di organizzazione del reclutamento e di "permessi del Komsomol", e molto spesso ai "cantieri edili del Komsomol" dell'Unione o delle oblast'.
Sia il PCUS sia il Komsomol promuovevano la partecipazione dei giovani alle squadre di volontari DND (Dobrovol'naja narodnaja družina) nel mantenimento dell'ordine pubblico negli insediamenti cittadini e rurali, insieme agli agenti della milicija.

## Organizzazione
La struttura del Komsomol era impostata secondo il principio del centralismo democratico e rifletteva l'organizzazione del partito:

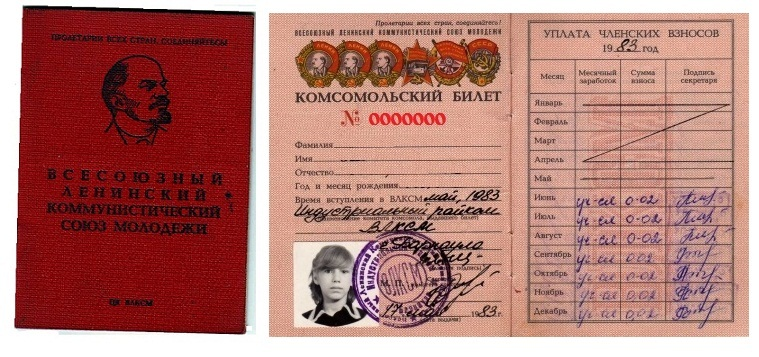
Tessera di una ragazza del Komsomol, 1983.

A livello di tutta l'Unione Sovietica, il Komsomol era amministrato dagli "organi supremi" i cui ruoli e gerarchie erano descritti dalla Carta del VLKSM.
- L'organo più importante era il Congresso del Komsomol, convocato una volta ogni quattro anni dal Comitato centrale del Komsomol.[32] Il Congresso accoglieva e approvava le relazioni del Comitato centrale del Komsomol e della Commissione centrale di revisione contabile, poteva modificare e approvare la Carta del Komsomol, delineava la linea generale del lavoro dell'Unione e i suoi obiettivi, eleggeva il Comitato centrale e la Commissione centrale di revisione contabile.[33] Tra il 1918 e il 1991, il Congresso si è riunito per ventidue volte.

- Durante il periodo in cui non era riunito il Congresso, il Comitato centrale del VLKSM assumeva la massima autorità e aveva il compito di guidare il lavoro del Komsomol e delle sue suddivisioni, applicando le risoluzioni congressuali.[34] Il CC rappresentava il Komsomol nelle istituzioni e negli organi statali, revisionava il giornale ufficiale Komsomol'skaja Pravda e distribuiva i fondi all'interno dell'organizzazione.[34]
- Ogni sei mesi, il Comitato centrale convocava un Plenum del Komsomol, durante il quale presenziavano i candidati per il Comitato centrale con diritto di voto consultivo.[35] Il Plenum eleggeva l'Ufficio del Comitato centrale, che avrebbe guidato il lavoro del CC tra un plenum e l'altro, e un segretariato per l'organizzazione e l'esecuzione.[36]

Le organizzazioni primarie del Komsomol si costituivano nelle aziende, nei kolchoz, nei sovchoz, negli istituti scolastici, nei reparti dell'Armata Rossa e della Marina.

### Organizzazione locale

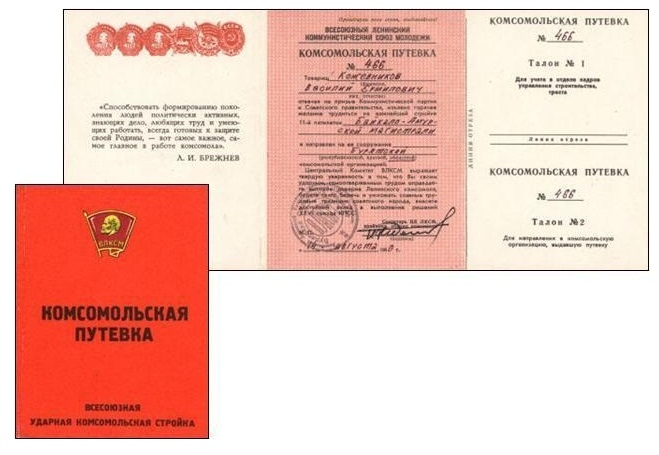
Il "Permesso del Komsomol" serviva per la distribuzione e la direzione del lavoro in una specialità.

L'Unione della Gioventù Comunista Leninista di tutta l'Unione riuniva tutti i Komsomol delle Repubbliche sovietiche (tranne la RSFS Russa fino al 1990), che a loro volta riunivano le sezioni di oblast', rajon, okrug e città. Di norma, i membri degli organi direttivi del Komsomol erano anche membri del PCUS o candidati per l'iscrizione.
Ciascuna divisione locale lavorava per conto della relativa sezione del PCUS e attuava le decisioni congressuali pansovietiche e del Comitato centrale del Komsomol. Ogni organizzazione aveva un proprio Congresso e Comitato che dirigeva l'esecuzione e il lavoro.
Cellule del Komsomol erano presenti in scuole, università, istituzioni pubbliche, imprese, fabbriche, sovchoz e unità delle forze armate.
All'interno di scuole, università, istituzioni o imprese, gli organi più alti del Komsomol erano le assemblee generali che eleggevano le commissioni e gli alti funzionari, ovvero segretari del Komsomol.
L'organizzazione primaria lavorava direttamente con i giovani e gestiva le divisioni locali, accettava nuovi membri, assisteva nello studio del marxismo-leninismo contrastando "manifestazioni dell'ideologia borghese", avvicinava gli iscritti al lavoro del PCUS e coinvolgeva i giovani nel lavoro e nell'adempimento dei piani quinquennali.

### Organizzazione dei pionieri

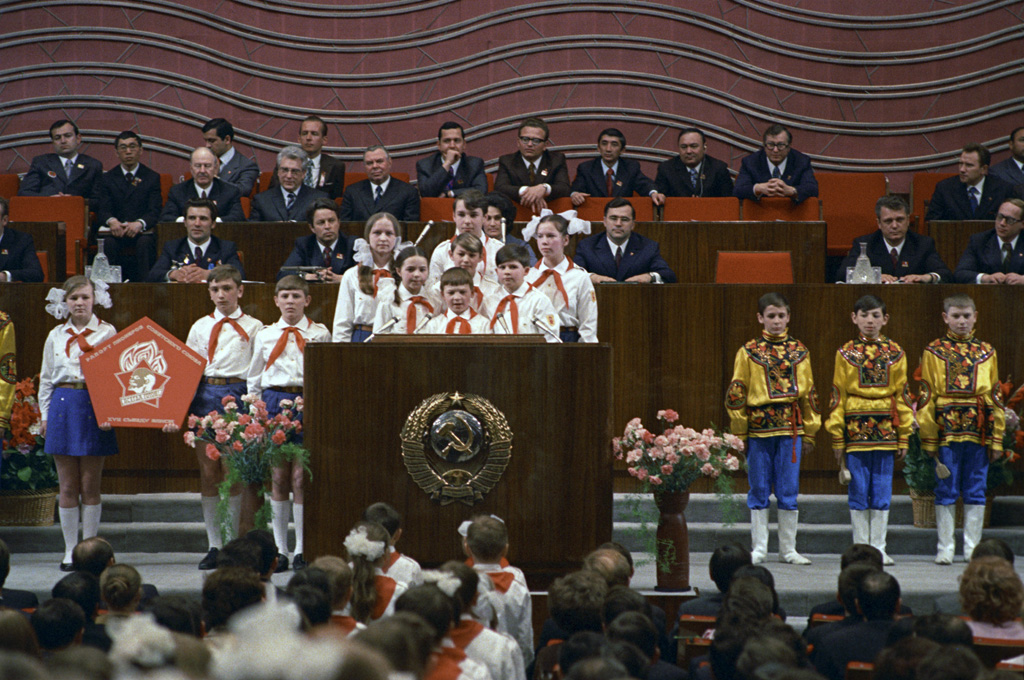
Delegati dell'Organizzazione dei pionieri durante una cerimonia ufficiale del Komsomol.

L'Organizzazione dei pionieri di tutta l'Unione "Vladimir Il'ič Lenin" (in russo Всесоюзная пионерская организация имени В. И. Ленина?, Vsesojuznaja pionerskaja organizacija imeni V. I. Lenina) era gestita dal Komsomol e riuniva i bambini tra i 9 e i 14 anni. Il VLKSM formava ed eleggeva i consigli pansovietici e locali dei pionieri.

### Scuola superiore del Komsomol
Con un decreto del Comitato centrale del Partito Comunista di tutta l'Unione (bolscevico) dell'11 ottobre 1944 e del Comitato centrale del Komsomol del 14 ottobre 1944, fu istituita la Scuola centrale del Komsomol (in russo Центральная Комсомольская Школа, ЦКШ?, Central’naja Komsomol’skaja Škola, CKŠ) sulla base della Scuola centrale femminile per l'addestramento dei cecchini (in russo Центральная женская школа снайперской подготовки?, Central’naja ženskaja škola snajperskoj podgotovki). I lavoratori del Komsomol con istruzione secondaria, i dipendenti di giornali e riviste per giovani studiavano in queste scuole per un anno e mezzo. Nel 1949 iniziò la formazione per gli studenti dei paesi dell'Europa orientale. Nel luglio del 1956, la CKŠ fu riorganizzata in un corso di tre mesi dedicato all'attività del Komsomol.
Nell'agosto 1969, in base ai decreti del Comitato centrale del PCUS e del Komsomol, la Scuola superiore del Komsomol (Высшая Комсомольская Школа) fu istituita sulla base del CKŠ per la formazione teorica e la riqualificazione del personale anziano del Komsomol e della stampa giovanile. Furono formati 13 dipartimenti e nel novembre 1970 fu istituita la scuola di specializzazione. Nel maggio 1976 fu istituito il Centro scientifico-informativo del VKŠ (in russo Научно-информационный центр ВКШ?, Naučno-informacionnyj centr VKŠ).
Dopo lo scioglimento del Komsomol, la Scuola superiore ha cambiato molti nomi, trasformandosi alla fine nell'Università delle umanità di Mosca (in russo Московский гуманитарный университет?, Moskovskij gumanitarnyj universitet).

## Congressi

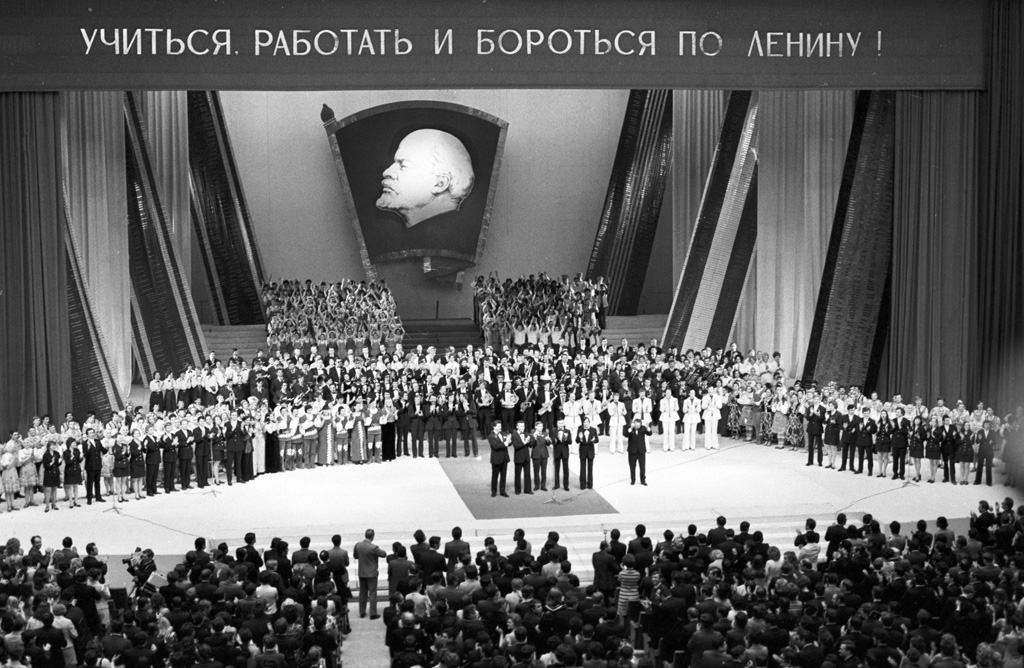
Celebrazione del 50º anniversario del VLKSM durante il XVII Congresso del Komsomol, Palazzo dei congressi del Cremlino, 27 aprile 1974. La scritta significa "Studiare, lavorare e combattere secondo Lenin".

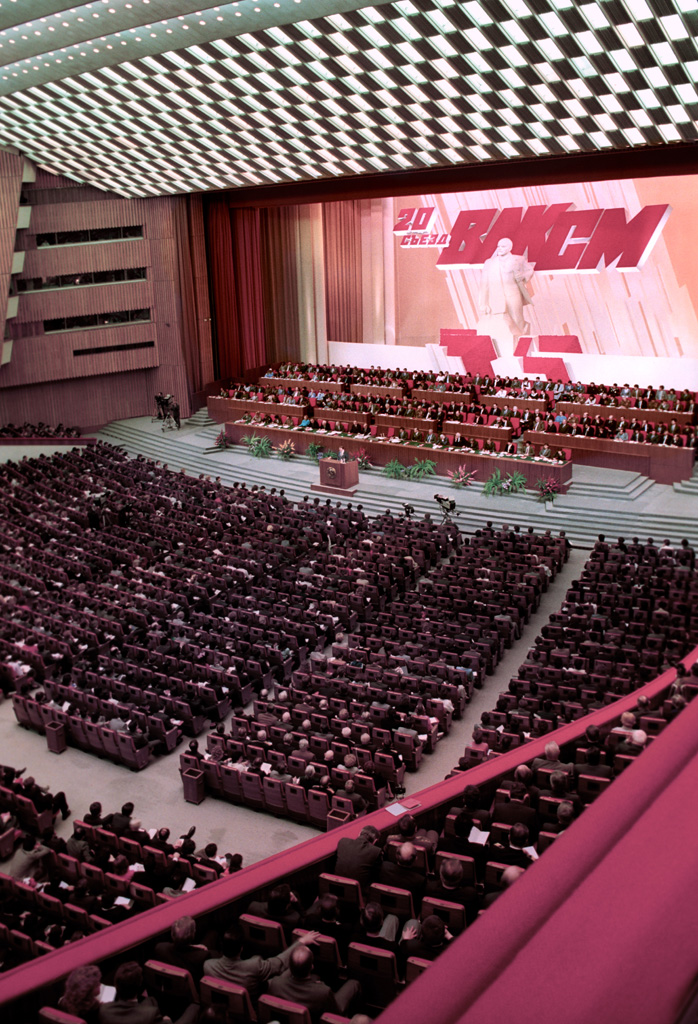
XX Congresso del Komsomol, Palazzo dei congressi del Cremlino, 15 aprile 1987.

| Data                         | Congresso                                | Risoluzioni |
| ---------------------------- | ---------------------------------------- | --- |
| 29 ottobre - 4 novembre 1918 | I Congresso del RKSM                     | Unificazione delle organizzazioni giovanili di orientamento socialista e comunista in un'organizzazione panrusso con una direzione centrale, operante sotto la guida del Partito Comunista Russo (bolscevico). Adozione dei principi fondamentali del programma e della carta del Komsomol russo. |
| 5 - 8 ottobre 1919           | II Congresso del RKSM                    | Appello alla gioventù proletaria di tutto il mondo con l'invito a creare l'Internazionale della gioventù comunista (Коммунистический интернационал молодёжи, KIM). |
| 2 - 10 ottobre 1920          | III Congresso del RKSM                   | Definizione dei compiti dell'edificazione socialista e dell'educazione comunista dei giovani, attività per il ripristino dell'economia nazionale distrutta durante la prima guerra mondiale. |
| 21 - 28 settembre 1921       | IV Congresso del RKSM                    | Adozione di una nuova edizione della Carta dell'RKSM. |
| 11 - 17 ottobre 1922         | V Congresso del RKSM                     | Il RKSM viene ribattezzato RLKSM. Adottata la risoluzione "Sulla costruzione organizzativa dei gruppi comunisti dei bambini". |
| 12 - 18 luglio 1924          | VI Congresso del RKSM                    | L'RKSM viene intitolato a V. I. Lenin. |
| 11 - 22 marzo 1926           | VII Congresso del VLKSM                  | In seguito alla formazione dell'URSS nel 1922, l'RKSM fu ribattezzato in Komsomol di tutta l'Unione. Sostegno alla linea del partito nella lotta contro il trotskismo. |
| 5 - 16 maggio 1928           | VIII Congresso del VLKSM                 | |
| 16 - 26 gennaio 1931         | IX Congresso del VLKSM                   | |
| 11 - 21 aprile 1936          | X Congresso del VLKSM                    | Adozione di una nuova edizione della Carta del VLKSM. |
| 29 marzo - 7 aprile 1949     | XI Congresso del VLKSM                   | |
| 19 - 27 marzo 1954           | XII Congresso del VLKSM                  | Adozione di una nuova edizione della Carta del VLKSM. |
| 15 - 18 aprile 1958          | XIII Congresso del VLKSM                 | Annuncio della partecipazione del Komsomol alla realizzazione della ferrovia Abakan-Tajšet. |
| 16 - 20 aprile 1962          | XIV Congresso del VLKSM                  | Adozione di una nuova edizione della Carta del VLKSM. |
| 17 - 21 maggio 1966          | XV Congresso del VLKSM                   | |
| 26 - 30 maggio 1970          | XVI Congresso del VLKSM                  | |
| 23 - 27 aprile 1974          | XVII Congresso del VLKSM                 | |
| 25 - 28 aprile 1978          | XVIII Congresso del VLKSM                | |
| 18 - 21 maggio 1982          | XIX Congresso del VLKSM                  | Adozione del programma pansovietico del Complesso residenziale giovanile (in russo Молодёжный жилой комплекс, МЖК?, Molodëžnyj žiloj kompleks, MŽK). |
| 15 - 18 aprile 1987          | XX Congresso del VLKSM                   | Adozione di una nuova edizione della Carta del VLKSM. |
| 11 - 18 aprile 1990          | XXI Congresso del VLKSM                  | Adozione di una nuova edizione della Carta del VLKSM. |
| 27 - 28 settembre 1991       | XXII Congresso del VLKSM (straordinario) | Scioglimento del Komsomol. |

## Conferenze
Come il PCUS, il Komsomol non organizzava soltanto congressi ma anche conferenze. Nella sua storia, l'Unione della gioventù comunista ha organizzato sette conferenze:
- I Conferenza panrussa: 1 - 6 giugno 1921

- II Conferenza panrussa: 16 - 19 maggio 1922

- III Conferenza panrussa: 25−30 giugno 1923

- IV Conferenza pansovietica: 16−23 giugno 1925

- V Conferenza pansovietica: 24 - 31 marzo 1927

- VI Conferenza pansovietica: 17 - 24 giugno 1929

- VII Conferenza pansovietica: 1 - 7 luglio 1932

## Primi segretari

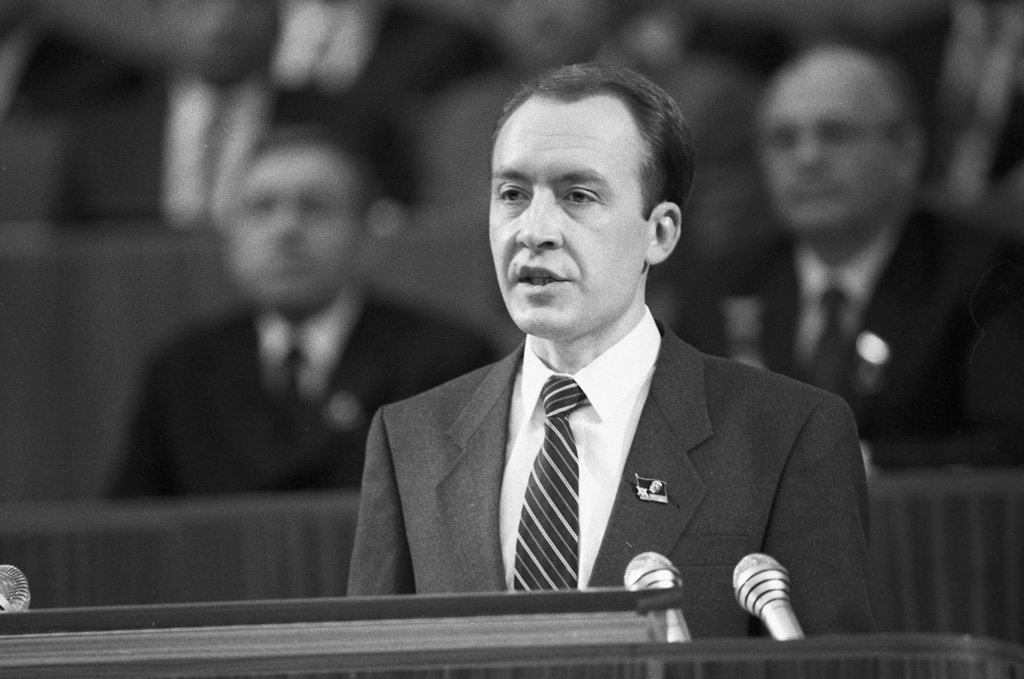
Intervento del Primo segretario Viktor Mironenko al XX Congresso del Komsomol, 1987.

- Efim Cetlin (Presidente del Presidium, 1918-1919)
- Oskar Ryvkin (Presidente del Presidium, 1919-1920; Presidente della Segreteria, 1920-1921)
- Segreteria collettiva (1921-1925)
- Nikolaj Čaplin (Segretario generale, 1925-1928)
- Aleksandr Mil'čakov (Segretario generale, 1928-1929)
- Aleksandr Kosarëv (Segretario generale, 1929-1938)
- Nikolaj Michajlov (1938-1952)
- Aleksandr Šelepin (1952-1958)
- Vladimir Semičastnyj (1958-1959)
- Sergej Pavlovich Pavlov (1959-1968)
- Evgenij Tjažel'nikov (1968-1977)
- Boris Pastuchov (1977-1982)
- Viktor Mišin (1982-1986)
- Viktor Mironenko (1986-1990)
- Vladimir Zjukin (1990-1991)[46]

## Iscritti
Potevano aderire all'Unione i giovani e le giovani di età compresa fra i 14 e i 28 anni, e tale adesione era un passaggio obbligatorio per l'iscrizione al PCUS da parte dei richiedenti di età inferiore ai 20 anni, nel 1971 innalzata a 23.
Di seguito, il numero di iscritti per anno tra il 1923 e il 1941:
- 1923 — 284 544
- 1930 — 2 466 127
- 1933 — 4 547 186
- 1938 — 4 375 604
- 1939 — 7 296 135
- 1940 — 10 223 148
- 1941 — 10 387 852.

Da queste cifre, si può notare che il Komsomol divenne un'organizzazione di massa nella seconda metà degli anni 1920 e durante il governo di Iosif Stalin.

### Espulsioni
Di solito, l'iscrizione al Komsomol scadeva al raggiungimento del limite d'età, ma l'uscita dall'organizzazione avveniva anche per espulsione. In particolare, nel periodo prebellico un membro poteva essere espulso per la propria affiliazione religiosa, dal momento che gli iscritti dovevano essere atei. Ad esempio, nel 1933, 232 275 persone furono espulse dal Komsomol, di cui 2 266 (circa l'1%) a causa della religione.
Le ragioni delle espulsioni nell'ultimo decennio dell'URSS possono essere giudicate dalle seguenti statistiche. Nel 1986, nell'oblast' di Smolensk, 814 persone furono espulse dal Komsomol (escludendo quelli fuoriusciti per il raggiungimento del limite di età) per i seguenti motivi:
- Per violazione della disciplina interna (355)
- Per condanna a seguito di un reato (279)
- Per ubriachezza (99)
- Per violazione del lavoro e della disciplina militare (40)
- Per comportamento immorale o teppismo (34)
- Per violazione della Carta del VLKSM, nonché per "immaturità politica" (6)
- Per aver viaggiato all'estero per residenza permanente (1)

In base a tali statistiche, le ragioni più comuni per l'espulsione dal Komsomol nell'oblast' di Smolensk erano la violazione della disciplina, la condanna per un reato e l'ubriachezza. Teoricamente, si poteva uscire dal Komsomol per proprio volere, ma fino al 1991 tale caso era estremamente raro. Nello stesso oblast' di Smolensk, nessuno lasciò il Komsomol nel 1986-1987 di sua spontanea volontà, mentre nel 1988 23 persone se ne andarono, 3 nel 1989 e 16 nel 1990. Il motivo principale dell'espulsione dal VLKSM era un prolungato mancato pagamento delle quote associative, che fu preso in considerazione nelle statistiche come una violazione della disciplina intra-unione (355 persone nel 1986, 553 nel 1987, 749 nel 1988, 1 010 nel 1989 e 1 089 nel 1990).

## Distintivi

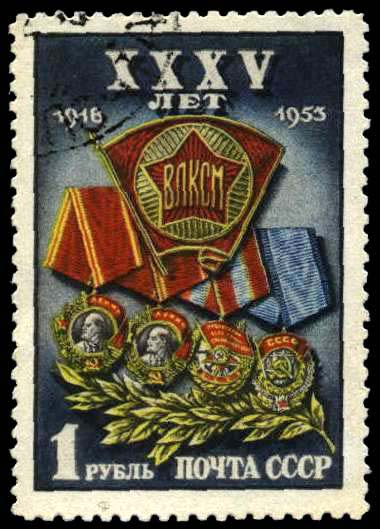
Vecchia versione del distintivo standard del Komsomol su un francobollo sovietico del 1955 dedicato al 35º anniversario del Komsomol.
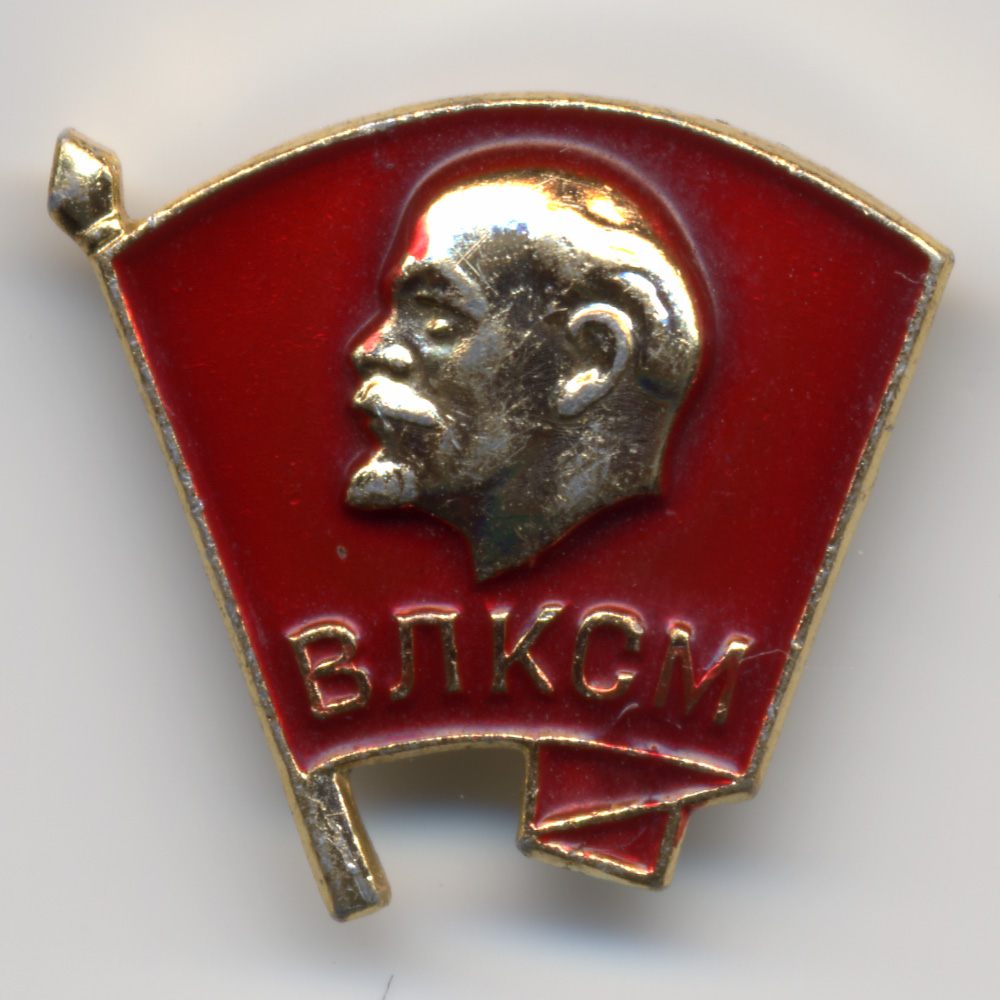
Distintivo del Komsomol, approvato nell'agosto 1958.
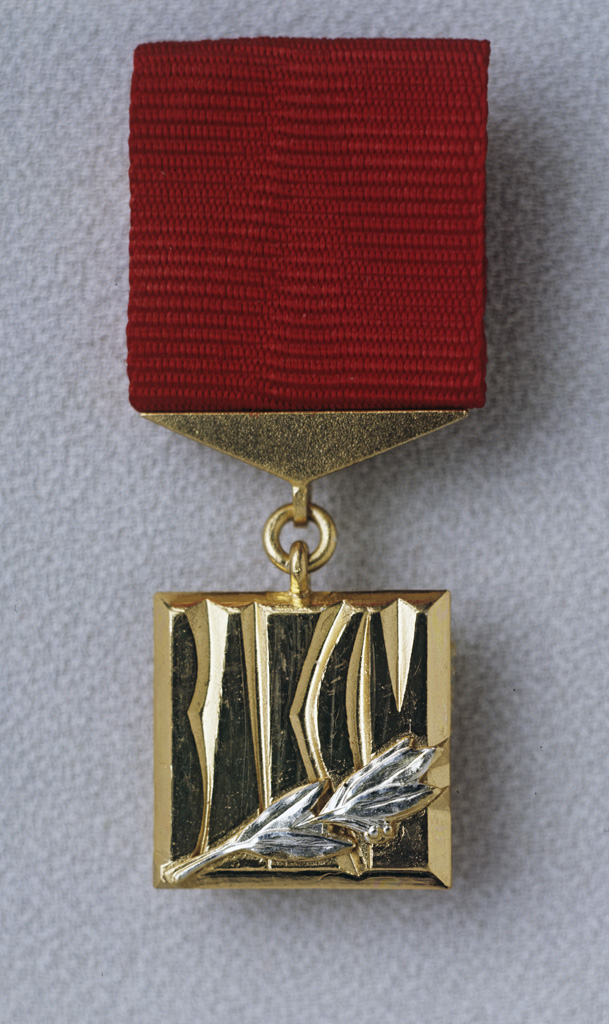
Distintivo del premio Lenin Komsomol, istituito nel 1966.
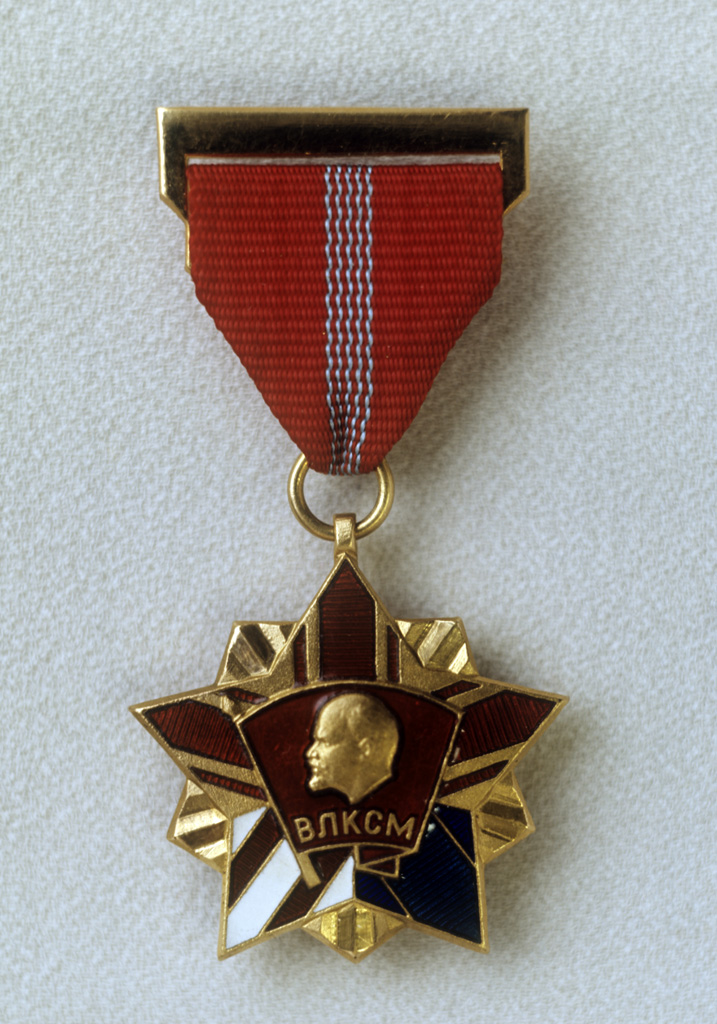
Distintivo d'onore del Komsomol, creato il 28 marzo 1966.
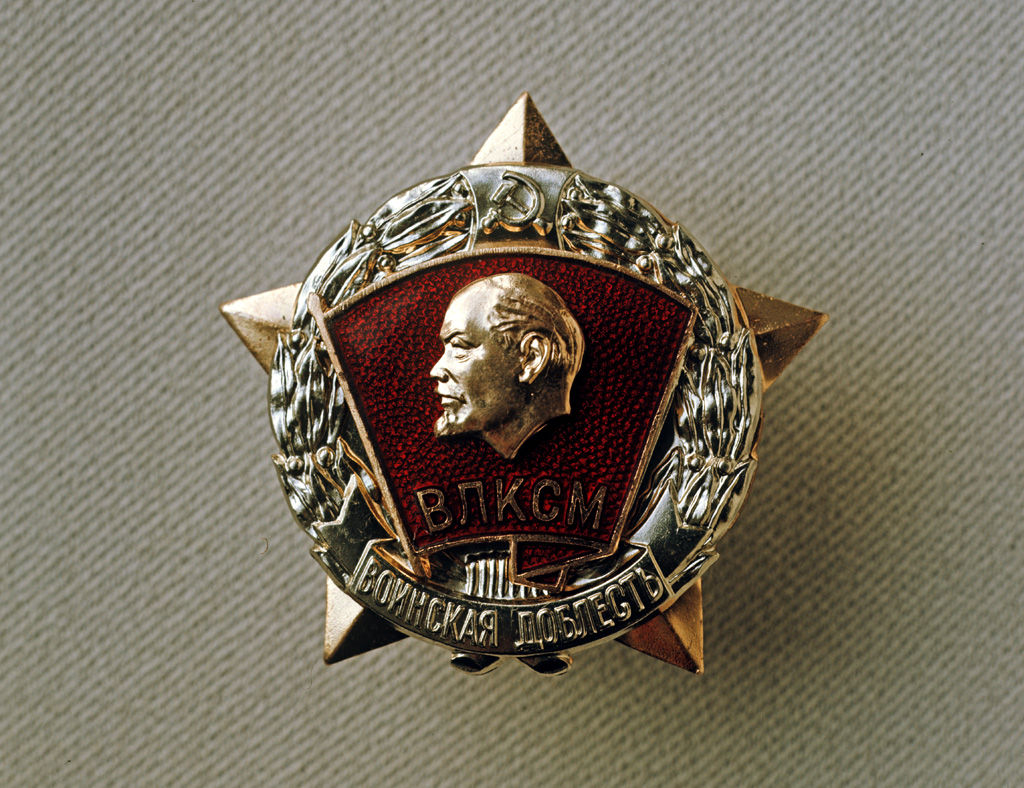
Distintivo al "Valore militare" del Comitato centrale del Komsomol.
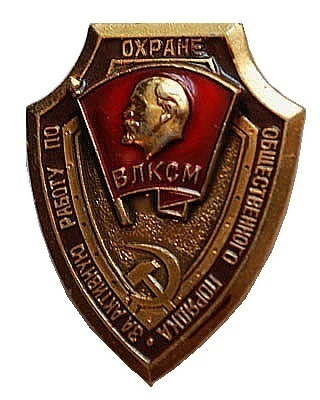
Distintivo del Komsomol "Per il lavoro attivo nella protezione dell'ordine pubblico".
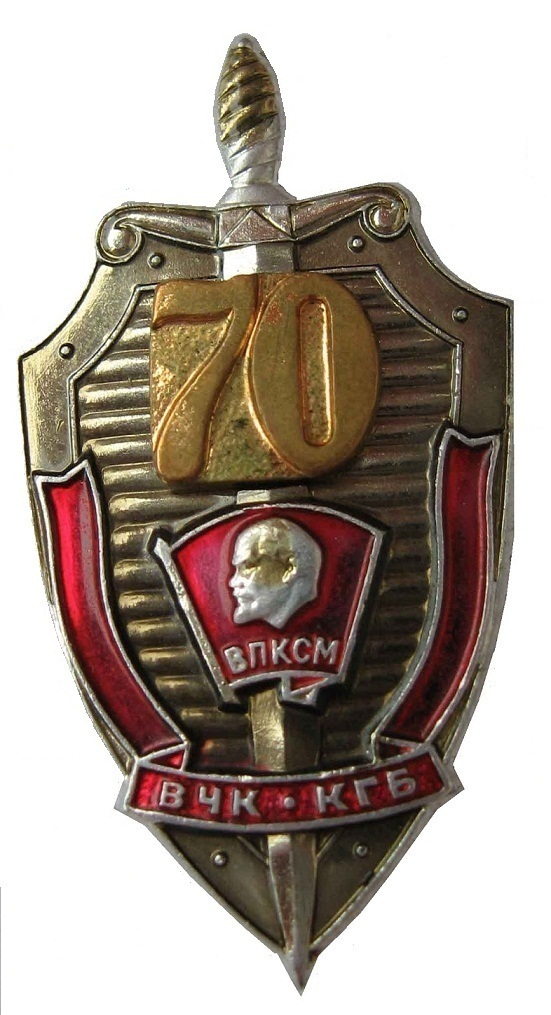
Distintivo del VLKSM dedicato al 70º anniversario del KGB.
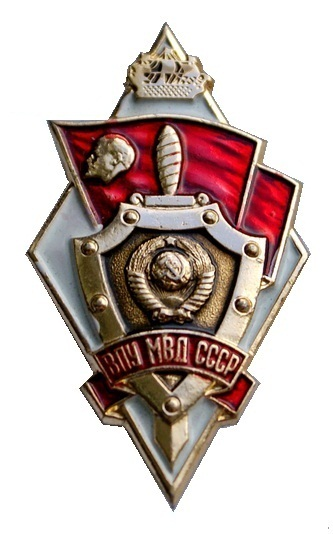
Distintivo della Scuola politica superiore del Ministero degli affari interni dell'URSS intitolato al 60º anniversario del Komsomol.

Ulteriori Informazioni dettagliate sui distintivi e premi del Comitato centrale del Komsomol sono disponibili nel libro Znaki voinskoj doblesti di A. S. Domank, pubblicato dalla casa editrice Patriot a Mosca nel 1990.

## Onorificenze
Per le imprese compiute durante la guerra civile e la seconda guerra mondiale, nonché per i successi nell'edificazione socialista tra il 1928 e il 1968, al Komsomol furono assegnati sei ordini:

## Motti
- Se ti chiami komsomolec, allora rafforza il tuo nome con le tue azioni![52][53]
- Il partito e il Komsomol hanno un solo obiettivo: il comunismo![54][55]
- Se il partito dice "necessario", i komsomol'cy rispondono "eccolo!"[56][57]
- Siamo giovani costruttori del comunismo, in attesa di nuovi successi nel lavoro e nello studio![58][59]
- Komsomol'cy, soddisfaremo i requisiti del compagno Vorošilov![60][61]
- Ciascuna komsomolka deve saper padroneggiare l'equipaggiamento militare per la difesa dell'URSS![62][63][64].

## Komsomol nella Federazione Russa

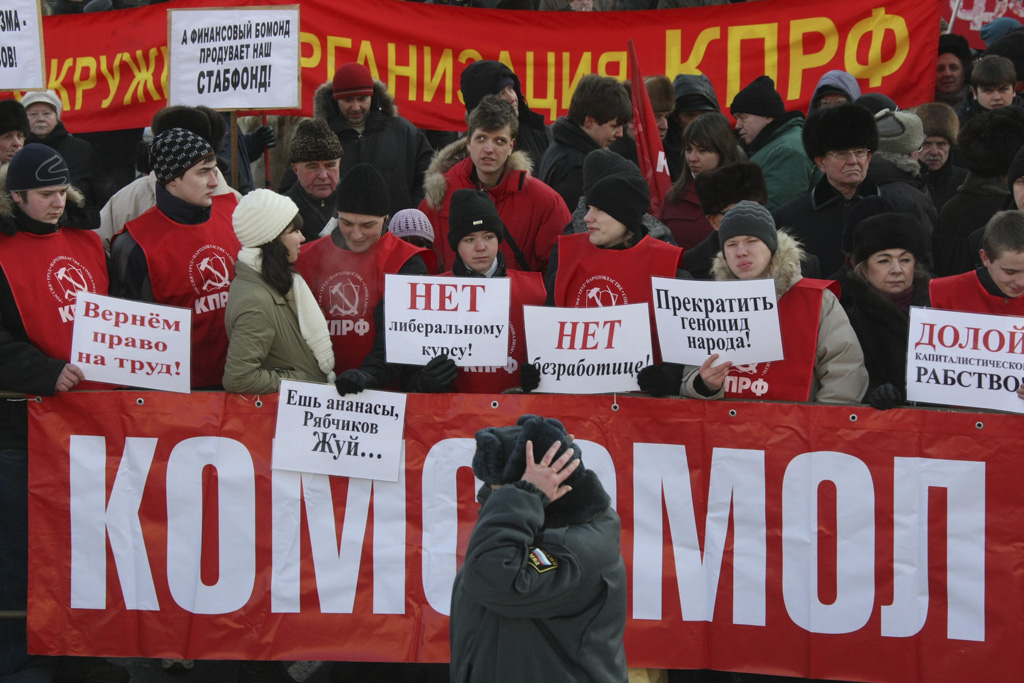
Una manifestazione del Komsomol della Federazione Russa in Piazza Triumfal'naja contro la crescita delle tariffe abitative e dei servizi comunali, 31 gennaio 2009.

Nel 1993 la maggior parte delle organizzazioni del rinato VLKSM votarono per il principio federale di costruzione del Komsomol. Nacque quindi la necessità di ristabilire l'Unione dei giovani comunisti russi (RKSM). Nel 1993-1996 una parte significativa delle organizzazioni giovanili comuniste e di sinistra della Russia fu unita all'RKSM sotto la guida di Igor' Maljarov.

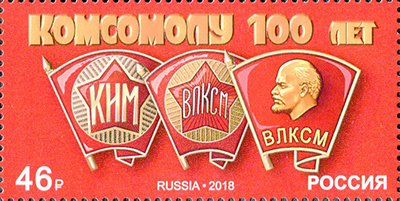
Francobollo russo del 2018 dedicato al 100º anniversario dalla nascita del Komsomol.

Nella seconda metà degli anni novanta il gruppo più radicale di giovani si separò dall'RKSM, sostenendo il percorso di sviluppo rivoluzionario della Russia, contro la burocrazia e il compromesso dei sostenitori del Partito Comunista della Federazione Russa di Gennadij Zjuganov. Le contraddizioni nel Komsomol si sono intensificate sullo sfondo delle elezioni della Duma di Stato del 1995 e delle presidenziali del 1996. Sotto la guida di Pavel Bylevskij nel 1996-1997 fu creata la Lega della Gioventù Comunista Rivoluzionaria (bolscevica), che univa i giovani sostenitori più radicali delle idee comuniste, tra cui gli stalinisti e i maoisti. Successivamente la Lega divenne l'organizzazione giovanile del Partito Comunista Operaio Russo - Partito Rivoluzionario dei Comunisti.
Nel 1999 fu creata l'organizzazione giovanile del PCFR, l'Unione dei giovani comunisti della Federazione Russa (in russo Союз коммунистической молодёжи Российской Федерации?, Sojuz kommunističeskoj molodëži Rossijskoj Federacii), che negli anni 2000 si è divisa in due organizzazioni, una delle quali era completamente controllata dal Partito Comunista e l'altra, indipendente, critica nei confronti del partito di Zjuganov.
Durante gli anni novanta e duemila nacquero nuove organizzazioni giovanili orientate al comunismo. In particolare, nel 1998 l'ala giovanile della Trudovaja Rossija di Viktor Anpilov divenne l'organizzazione giovanile Avangrard krasnoj molodëži. Nel 2005 i trotskisti non partecipando alle attività dei partiti comunisti e, propensi a cooperare con gli anarchici più radicali, organizzarono la Lega socialista Vperëd che rimase attiva fino al 2011.
Nel 2011 l'Unione della gioventù comunista della Federazione Russa, che ha continuato a funzionare come organizzazione giovanile del PCFR, è stata riorganizzata nell'Unione della gioventù comunista leninista della Federazione Russa (in russo Ленинский коммунистический союз молодёжи РФ?, Leninskij kommunističeskij soûz molodëži RF).
A livello politico è stata sollevata diverse volte la questione della rifondazione ufficiale del Komsomol e dell'Organizzazione dei pionieri di tutta l'Unione. Nell'ottobre 2010 il presidente russo Dmitrij Medvedev dichiarò di non essere contrario al rilancio del Komsomol e del movimento pionieristico in Russia sotto forma di un'organizzazione pubblica, senza la sua componente ideologica e senza il coinvolgimento dello stato.
Gli anniversari del Komsomol sono ampiamente celebrati anche con il sostegno dello Stato. Nel 2013 il presidente Vladimir Putin ha inviato le congratulazioni ai partecipanti e agli ospiti del concerto di gala dedicato al 95º anniversario del VLKSM.
Dal 2015 l'abbreviazione "VLKSM" è stata ripresa dal partito Kommunisty Rossii, che ha registrato il titolo di "Unione della gioventù comunista leninista panrussa" (in russo Всероссийский ленинский коммунистический союз молодёжи?, Vserossijskij leninskij kommunističeskij soûz molodëži).

## Komsomol nei paesi dell'ex Unione Sovietica
Negli altri paesi dell'ex Unione Sovietica il Komsomol esiste sotto forma di organizzazioni giovanili sostenute dai partiti comunisti o parastatali non affiliate al marxismo-leninismo. Nei paesi baltici le organizzazioni Komsomol, come i partiti comunisti, sono bandite.
Nell'oblast' di Kemerovo è presente un movimento che riunisce i veterani del Komsomol.
| Paese       | Organizzazione                                         | Partito                                            | Sito   |
| ----------- | ------------------------------------------------------ | -------------------------------------------------- | ------ |
| Ucraina     | Unione della gioventù comunista leninista dell'Ucraina | Partito Comunista dell'Ucraina                     | [ 68 ] |
| Bielorussia | Unione repubblicana bielorussa della gioventù          | Indipendente (affiliato ad Aljaksandr Lukašėnka)   | [ 69 ] |
| Moldavia    | Unione della gioventù comunista moldava                | Partito dei Comunisti della Repubblica di Moldavia | [ 70 ] |
| Kazakistan  | Unione della gioventù comunista del Kazakistan         | Partito Popolare Comunista del Kazakistan          | [ 71 ] |
| Azerbaigian | Lega dei Giovani Comunisti                             | Partito Comunista dell'Azerbaigian                 |        |
| Armenia     | Lega dei Giovani Comunisti                             | Partito Comunista Armeno                           |        |

## Toponomastica legata al Komsomol

### Natura
- Isola Komsomolec, situata nell'arcipelago della Severnaja Zemlja nel Mar Glaciale Artico
- 1283 Komsomolia, asteroide

### Città e suddivisioni amministrative
- Komsomol'sk-na-Amure, città dell'Estremo oriente russo
- Komsomol'sk, città rurale della Baschiria
- Komsomol'sk, città dell'Oblast' di Ivanovo
- Komsomol'skij rajon, rajon del Territorio di Chabarovsk.
- Komsomol'skij, città dell'Oblast' di Arcangelo
- Komsomol'skij, città della Repubblica dei Komi
- Komsomol'skij rajon, rajon della Ciuvascia
- Komsomol'skij rajon, distretto municipale della città di Togliatti, oblast' di Samara.

### Piazze
- Piazza Komsoml'skaja a Mosca, Nižnij Novgorod, San Pietroburgo, Orsk e Rostov sul Don
- Piazza Leninskij Komsomol, dal 1996 Piazza dell'Europa a Kiev, Ucraina.
- Piazza Leninskij Komsomol, nome precedente della Piazza dei Guerrieri-liberatori di Mariupol', Ucraina

### Stazioni metropolitane
- Komsomol'skaja-Kol'cevaja, fermata della Linea Kol'cevaja (5) della metropolitana di Mosca
- Komsomol'skaja-Radial'naja, fermata della Linea Sokol'ničeskaja (1) della metropolitana di Mosca
- Komsomol'skaja, fermata della Linea Avtozavodskaja (1) della metropolitana di Nižnij Novgorod
- Komsomol'skaja, nome precedente della fermata Černihivs'ka della metropolitana di Kiev
- Komsomol'skaja, nome precedente della fermata Milliy bog’ della metropolitana di Tashkent

### Parchi
- Parco Komsomol'skij a Rostov sul Don

- Parco "50-letija Komsomola" a Čeboksary
- Parco culturale e di svago "30-letija VLKSM" ad Omsk
- Parco "40-letija VLKSM" a Kaliningrad e Ul'janovsk
- Parco 50 let VLKSM nel distretto amministrativo centrale di Kursk
- Parco Komsomol'skij a Pjatigorsk